# Velika nagrada Brazila

## Pobjednici

### Višestruki pobjednici (vozači)
Podebljani vozači su i dalje aktivni u natjecanju Formule 1.
| Pobjede | Vozač              | Pobjednička godina                       |
| ------- | ------------------ | ---------------------------------------- |
| 6       | Alain Prost        | 1982., 1984., 1985., 1987., 1988., 1990. |
| 4       | Michael Schumacher | 1994., 1995., 2000., 2002.               |
| 3       | Carlos Reutemann   | 1977., 1978., 1981.                      |
| 3       | Sebastian Vettel   | 2010., 2013., 2017.                      |
| 2       | Emerson Fittipaldi | 1973., 1974.                             |
| 2       | Nelson Piquet      | 1983., 1986.                             |
| 2       | Nigel Mansell      | 1989., 1992.                             |
| 2       | Ayrton Senna       | 1991., 1993.                             |
| 2       | Mika Häkkinen      | 1998., 1999.                             |
| 2       | Juan Pablo Montoya | 2004., 2005.                             |
| 2       | Felipe Massa       | 2006., 2008.                             |
| 2       | Mark Webber        | 2009., 2011.                             |
| 2       | Nico Rosberg       | 2014., 2015.                             |
| 2       | Lewis Hamilton     | 2016., 2018.                             |

### Višestruki pobjednici (konstruktori)
Podebljani konstruktori su i dalje aktivini u natjecanju Formule 1
| Pobjede | Konstruktor | Pobjednička godina                                                                 |
| ------- | ----------- | ---------------------------------------------------------------------------------- |
| 12      | McLaren     | 1974., 1984., 1985., 1987., 1988., 1991., 1993., 1998., 1999., 2001., 2005., 2012. |
| 11      | Ferrari     | 1976., 1977., 1978., 1989., 1990., 2000., 2002., 2006., 2007., 2008., 2017.        |
| 6       | Williams    | 1981., 1986., 1992., 1996., 1997., 2004.                                           |
| 5       | Red Bull    | 2009., 2010., 2011., 2013., 2019.                                                  |
| 4       | Mercedes    | 2014., 2015., 2016., 2018.                                                         |
| 2       | Brabham     | 1975., 1983.                                                                       |
| 2       | Renault     | 1980., 1982.                                                                       |
| 2       | Benetton    | 1994., 1995.                                                                       |

### Pobjednici po godinama
| Godina | Vozač                | Konstruktor            | Staza                       |
| ------ | -------------------- | ---------------------- | --------------------------- |
| 1973.  | Emerson Fittipaldi   | Lotus-Ford Cosworth    | Interlagos                  |
| 1974.  | Emerson Fittipaldi   | McLaren-Ford Cosworth  | Interlagos                  |
| 1975.  | Carlos Pace          | Brabham-Ford Cosworth  | Interlagos                  |
| 1976.  | Niki Lauda           | Ferrari                | Interlagos                  |
| 1977.  | Carlos Reutemann     | Ferrari                | Interlagos                  |
| 1978.  | Carlos Reutemann     | Ferrari                | Autódromo do Rio de Janeiro |
| 1979.  | Jacques Laffite      | Ligier-Ford Cosworth   | Interlagos                  |
| 1980.  | René Arnoux          | Renault                | Interlagos                  |
| 1981.  | Carlos Reutemann     | Williams-Ford Cosworth | Autódromo do Rio de Janeiro |
| 1982.  | Alain Prost          | Renault                | Autódromo do Rio de Janeiro |
| 1983.  | Nelson Piquet        | Brabham-BMW            | Autódromo do Rio de Janeiro |
| 1984.  | Alain Prost          | McLaren-TAG Porsche    | Autódromo do Rio de Janeiro |
| 1985.  | Alain Prost          | McLaren-TAG Porsche    | Autódromo do Rio de Janeiro |
| 1986.  | Nelson Piquet        | Williams-Honda         | Autódromo do Rio de Janeiro |
| 1987.  | Alain Prost          | McLaren-TAG Porsche    | Autódromo do Rio de Janeiro |
| 1988.  | Alain Prost          | McLaren-Honda          | Autódromo do Rio de Janeiro |
| 1989.  | Nigel Mansell        | Ferrari                | Autódromo do Rio de Janeiro |
| 1990.  | Alain Prost          | Ferrari                | Autódromo José Carlos Pace  |
| 1991.  | Ayrton Senna         | McLaren-Honda          | Autódromo José Carlos Pace  |
| 1992.  | Nigel Mansell        | Williams-Renault       | Autódromo José Carlos Pace  |
| 1993.  | Ayrton Senna         | McLaren-Ford Cosworth  | Autódromo José Carlos Pace  |
| 1994.  | Michael Schumacher   | Benetton-Ford Cosworth | Autódromo José Carlos Pace  |
| 1995.  | Michael Schumacher   | Benetton-Renault       | Autódromo José Carlos Pace  |
| 1996.  | Damon Hill           | Williams-Renault       | Autódromo José Carlos Pace  |
| 1997.  | Jacques Villeneuve   | Williams-Renault       | Autódromo José Carlos Pace  |
| 1998.  | Mika Häkkinen        | McLaren-Mercedes       | Autódromo José Carlos Pace  |
| 1999.  | Mika Häkkinen        | McLaren-Mercedes       | Autódromo José Carlos Pace  |
| 2000.  | Michael Schumacher   | Ferrari                | Autódromo José Carlos Pace  |
| 2001.  | David Coulthard      | McLaren-Mercedes       | Autódromo José Carlos Pace  |
| 2002.  | Michael Schumacher   | Ferrari                | Autódromo José Carlos Pace  |
| 2003.  | Giancarlo Fisichella | Jordan-Ford Cosworth   | Autódromo José Carlos Pace  |
| 2004.  | Juan Pablo Montoya   | Williams-BMW           | Autódromo José Carlos Pace  |
| 2005.  | Juan Pablo Montoya   | McLaren-Mercedes       | Autódromo José Carlos Pace  |
| 2006.  | Felipe Massa         | Ferrari                | Autódromo José Carlos Pace  |
| 2007.  | Kimi Räikkönen       | Ferrari                | Autódromo José Carlos Pace  |
| 2008.  | Felipe Massa         | Ferrari                | Autódromo José Carlos Pace  |
| 2009.  | Mark Webber          | Red Bull-Renault       | Autódromo José Carlos Pace  |
| 2010.  | Sebastian Vettel     | Red Bull-Renault       | Autódromo José Carlos Pace  |
| 2011.  | Mark Webber          | Red Bull-Renault       | Autódromo José Carlos Pace  |
| 2012.  | Jenson Button        | McLaren-Mercedes       | Autódromo José Carlos Pace  |
| 2013.  | Sebastian Vettel     | Red Bull-Renault       | Autódromo José Carlos Pace  |
| 2014.  | Nico Rosberg         | Mercedes               | Autódromo José Carlos Pace  |
| 2015.  | Nico Rosberg         | Mercedes               | Autódromo José Carlos Pace  |
| 2016.  | Lewis Hamilton       | Mercedes               | Autódromo José Carlos Pace  |
| 2017.  | Sebastian Vettel     | Ferrari                | Autódromo José Carlos Pace  |
| 2018.  | Lewis Hamilton       | Mercedes               | Autódromo José Carlos Pace  |
| 2019.  | Max Verstappen       | Red Bull-Honda         | Autódromo José Carlos Pace  |